# Hulk Räckorz
Hulk Räckorz ist ein deutsches Punkrock-Label aus Voerde. Es wurde 1990 von der Band WIZO zusammen mit Andreas „Fratz“ Thum gegründet, verlegt mittlerweile aber auch die deutschen Bands Molotow Soda, Use to Abuse, Swoons (1996–1998), Toxic Walls, Slime, Lost Lyrics, Outsiders Joy, die Rock'n'Roll Stormtroopers, The Savants, sowie Aurora aus Ungarn und die Troublemakers aus Schweden. Außerdem betreibt Hulk Räckorz das Modelabel SexyPunk.
Einer breiteren Öffentlichkeit wurde das Label durch die Folgen des Verkaufs eines T-Shirts bekannt, auf dem ein gekreuzigtes Schwein zu sehen ist. Generalvikar Wilhelm Gegenfurtner, der bereits Walter Moers wegen des Kleinen Arschlochs verklagt hatte, zeigte das Label 1997 an; das Gericht sah allerdings keinen Verstoß gegen den Gotteslästerungsparagraphen, da die Darstellung nur Shopbesuchern zugänglich gemacht wurde. Das T-Shirt wurde bereits seit 1994 verkauft und stammte aus dem Booklet von „UUAARRGH!“ (WIZO). WIZO willigten ein, den Verkauf des Schweine-Merchandising-T-Shirts einzustellen, wenn die Kirche bereit sei, die Judensau am Regensburger Dom mit einer Hinweistafel auf ihre historischen Hintergründe zu versehen. Seit 2005, also lange Zeit nach dem Rechtsstreit, existiert tatsächlich eine derartige Hinweistafel. Im Webshop finden sich seit Ende 2007 keine Schwein-T-Shirts mehr.